# Ỉ
Cette page contient des caractères spéciaux ou non latins. S’ils s’affichent mal (▯, ?, etc.), consultez la page d’aide Unicode.
Ỉ (minuscule : ỉ), appelé I crochet en chef, est une lettre latine utilisée dans l’alphabet du vietnamien comme variante de la lettre ‹ I ›. Elle est composée de la lettre I diacritée d'un crochet en chef.

## Utilisation
- Vietnamien : le ‹ Ỉ › est un /i/ avec un ton moyen tombant-montant : /i˧˩˧/. Le crochet en chef, indiquant ce ton, se retrouve aussi sur d’autres voyelles.
- Translittération des hiéroglyphes : ce caractère est parfois utilisé pour transcrire le phonème correspondant au hiéroglyphe 𓇋, traditionnellement transcrit avec le yod ‹ Ꞽ, ꞽ ›.

## Représentations informatiques
Le I crochet en chef peut être représenté avec les caractères Unicode suivants :
- précomposé (latin étendu additionnel)[1] :

| formes    | représentations | chaînes de caractères | points de code | descriptions                              |
| --------- | --------------- | --------------------- | -------------- | ----------------------------------------- |
| capitale  | Ỉ               | Ỉ                     | U+1EC8         | lettre majuscule latine i crochet en chef |
| minuscule | ỉ               | ỉ                     | U+1EC9         | lettre minuscule latine i crochet en chef |

- décomposé (latin de base, diacritiques) :

| formes    | représentations | chaînes de caractères | points de code | descriptions                                          |
| --------- | --------------- | --------------------- | -------------- | ----------------------------------------------------- |
| capitale  | Ỉ               | I◌̉                    | U+0049 U+0309  | lettre majuscule latine i diacritique crochet en chef |
| minuscule | ỉ               | i◌̉                    | U+0069 U+0309  | lettre minuscule latine i diacritique crochet en chef |

Il peut aussi être représenté dans des anciens codages
- VISCII :
  - capitale Ỉ : 9B
  - minuscule ỉ : EF